# Clarisse Nicoïdski
Clarisse Nicoïdski (geb. Abinoun, * 9. August 1938 in Lyon; † 23. Dezember 1996 in Étampes) war eine
französische Schriftstellerin und sephardische Dichterin.

## Leben
Nicoïdski entstammte einer Familie aus Sarajevo stammender sephardischer Juden. Ihr Vater Moïse Abinoun verfasste ein Erinnerungsbuch über seine Heimatstadt: Lumières de Sarajevo. Von 1954 bis 1959 lebte Nicoïdski mit ihren Eltern in Marokko und besuchte das Lyzeum in Casablanca. Nach ihrer Rückkehr nach Frankreich studierte sie Linguistik und Anglistik in Paris, wo sie auch ihren Mann, den Maler Robert Nicoïdski kennenlernte.
1963 gebar sie einen Sohn und veröffentlichte ihren ersten Roman Le Désespoir tout blanc, der später von Daniel Mesguich für das Theater adaptiert wurde und Auftakt einer Reihe von Romanen um die Protagonistin Judith war, die autobiographische Züge trug.
Weiterhin verfasste sie kunstkritische Schriften über die Maler Chaim Soutine und Amedeo Modigliani und veröffentlichte 1994 Une histoire des femmes peintres des origines à nos jours (deutsch: Die großen Malerinnen  – Weibliche Kunst von den Anfängen bis zur Gegenwart).
Zudem schrieb sie Gedichte auf Sephardisch, die der argentinische Dichter Juan Gelman als diaphan wie ein Feuer bezeichnete. Sie gilt als wichtigste sephardische Dichterin des 20. Jahrhunderts (Enrique Krauze). Die argentinisch-jüdische Sängerin Dina Rot vertonte kongenial den Liederzyklus UNA MANU TUMÓ L'OTRA, eine Auswahl der sephardischen Gedichte von Clarisse Nicoïdski und Juan Gelman. Ihr Opernlibretto Les Cerceaux de feu wurde von Bruno Ducol vertont. Im Dezember 1996 erlag Nicoïdski einem Krebsleiden.

## Werke
- Die Augen, die Hände, der Mund & Wege der Wörter (= Lus Ojus  Las Manus  La Boca  &  Caminus Di Palavras). Das sephardische Werk von Clarisse Nicoïdski. Zweisprachige Gesamtausgabe (Sephardisch – Deutsch). Herausgegeben und aus dem Sephardischen von Juana und Tobias Burghardt. Umschlaggestaltung von Juana Burghardt. Nachwort von Tobias Burghardt. Edition Delta,Stuttgart 2018, ISBN 978-3-927648-62-3.[2]
- Le Désespoir tout blanc, Paris, Seuil, 1968.
- La Mort de Gilles, Paris, Mercure de France, 1970.
- Les Voyages de Gabriel, Paris, Mercure de France, 1971.
- Le Trou de l'aiguille, Paris, Mercure de France, 1973.
- Lus ojus las manus la boca, Eyes Hands Mouth, Sephardic poems, Baard Editions, 1978.
- Couvre-Feux, Paris, Ramsay, 1981.
- Le Train de Moscou, Paris, Flammarion, 1989.
- Guerres civiles, Paris, Payot, 1991.
- Amadeo Modigliani : autobiographie imaginaire, Paris, Plon, 1989.
- Soutine ou la Profanation, Paris, Lattès, 1993.
- Une histoire des femmes peintres des origines à nos jours, Paris, Lattès, 1994.